# Cheumatopsyche burksi
Cheumatopsyche burksi là một loài Trichoptera trong họ Hydropsychidae. Chúng phân bố ở miền Tân bắc.